# Halltal
Halltal est une ancienne commune autrichienne du district de Bruck-Mürzzuschlag en Styrie.